# Rudy Scholz
Rudy Scholz, właśc. Rudolph John Scholz (ur. 17 czerwca 1896 w Kewanee, zm. 9 grudnia 1981 w Palo Alto) – amerykański prawnik, sportowiec, olimpijczyk, zdobywca złotych medali w rugby union na igrzyskach w Antwerpii 1920 i w Paryżu 1924.

## Życiorys

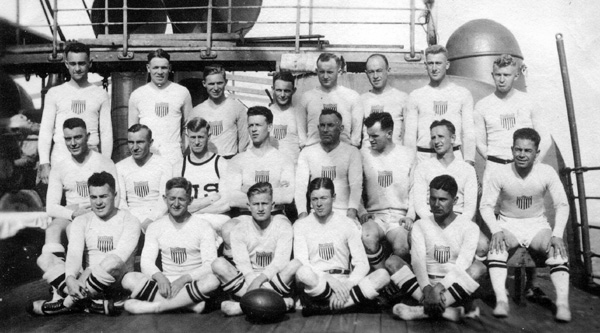
Olimpijska drużyna USA z 1920 roku

Jego rodzicami byli Catherine i Rudolph John Scholz, niemieccy imigranci. W latach 1901–1902 przebywał z nimi w Niemczech, po czym rodzina powróciła do USA. Studiował na Santa Clara University, gdzie reprezentował barwy Santa Clara Broncos w koszykówce, rugby union i futbolu amerykańskim, a następnie związał się z Olympic Club.
Z reprezentacją Stanów Zjednoczonych dwukrotnie uczestniczył w igrzyskach olimpijskich. W turnieju rugby union na Letnich Igrzyskach Olimpijskich 1920 złożona w większości ze studentów uniwersytetów Santa Clara, Berkeley i Stanford amerykańska drużyna pokonała faworyzowanych Francuzów 8–0 w spotkaniu rozegranym 5 września 1920 roku na Stadionie Olimpijskim. Jako że był to jedyny mecz rozegrany podczas tych zawodów, oznaczało to zdobycie złotego medalu przez zawodników z Ameryki Północnej. Wziął również udział w turnieju rugby union na Letnich Igrzyskach Olimpijskich 1924. Wystąpił w obu meczach tych zawodów, w których Amerykanie na Stade de Colombes pokonali 11 maja Rumunię 37–0, a tydzień później Francję 17–3. Wygrywając oba pojedynki Amerykanie zwyciężyli w turnieju zdobywając tym samym złote medale igrzysk.
W reprezentacji USA w latach 1920–1924 rozegrał łącznie 4 spotkania nie zdobywając punktów. Prócz trzech meczów w turniejach olimpijskich zagrał także przeciw Francuzom 10 października 1920 roku.
Po ukończeniu wydziału prawa został przyjęty do palestry w Kalifornii w sierpniu 1922 roku. Został zastępcą prokuratora w San Francisco, a w 1952 roku otworzył prywatną praktykę.
Walczył w II wojnie światowej i za udział w bitwie o Okinawę otrzymał Brązową Gwiazdę.

## Varia
- W styczniu 1928 roku poślubił Milfred Elizabeth Sophey, z którą miał syna, również Rudolpha Johna, urodzonego 10 stycznia 1929 roku[2].
- W Olympic Club uprawiał rugby jeszcze po czterdziestce[3], a w ostatnim meczu wystąpił w wieku 83 lat[2].
- Jego nazwiskiem sygnowane jest jedno ze stypendiów sportowych założone w 1985 roku[17].
- Za osiągnięcia w futbolu amerykańskim został przyjęty do Hali Sław Santa Clara Broncos[18], a wraz z pozostałymi amerykańskimi złotymi medalistami w rugby union został w 2012 roku przyjęty do IRB Hall of Fame[19].
- Jest jednym z dwóch, obok Colby Slatera, głównych bohaterów książki Marka Ryana For the glory: two Olympics, two wars, two heroes (ISBN 1-906779-25-2)[20][2].